# The Seeds of Love
The Seeds of Love fou el tercer àlbum del grup anglès de pop rock Tears for Fears aparegut el 27 de setembre de 1989. Va ser produït per David Bascombe en el segell Mercury Records i Fontana. Va mantenir el so èpic de la banda tot incorporant influències que van des del jazz i la soul fins a Beatlesc pop. La seva llarga producció i les seves sessions de gravació van costar més d'un milió de lliures. L'àlbum va generar l'èxit del títol "Sowing the Seeds of Love", així com "Woman in Chains" i "Advice for the Young at Heart", ambdós que van arribar als 40 primers en diversos 
L'octubre de 2020, la reedició remasteritzada de The Seeds of Love es va publicar en diversos formats, inclosa una edició super de luxe, amb cara B , remixs i una barreja de so envoltant 5.1.

## Títols
1. Woman In Chains, single el 1989 i reeditat el 1992
2. Badman's Song
3. Sowing the Seeds Of Love, single el 1989
4. Advice For The Young At Heart, single el 1990
5. Standing On The Corner Of The Third World
6. Swords And Knives
7. Year Of The Knife
8. Famous Last Words, single el 1990